# اورکا (کالیفرنیا)
اورکا  (به انگلیسی: Eureka) شهری در شهرستان هومبولت ایالت کالیفرنیا است که در سرشماری سال ۲۰۱۰ میلادی، ۲۷۱۹۱ نفر جمعیت داشته است.